# Южский район
Ю́жский райо́н — административно-территориальная единица (район) и муниципальное образование (муниципальный район) на юго-востоке Ивановской области России.
Административный центр — город Южа.

## География
Территория Южского района в X—XII веках входила в состав Суздальско-Владимирской земли. В тот период регион был покрыт густыми лесами и болотами, а реки, в частности Клязьма, служили основными путями сообщения и играли важную роль в заселении края.
Археологические исследования подтверждают заселение территории Южского района с древнейших времён. В районе торфяных болот между Южей и Холуем, у деревень Тарантаево, Сойно, Реброво, обнаружено семь пунктов, относящихся к каменному веку. Также раскопки проводились на четырёх древних стоянках в пойме реки Тезы, в районе села Мордовское. На археологической карте района отмечены три раннеславянских городища X—XI веков у деревень Пятунино и Сойно.
Расположен на юго-востоке Ивановской области и граничит с Владимирской областью. Территория района 1343 км².
Климат района умеренно континентальный, с холодной зимой и относительно тёплым летом. Среднегодовая температура составляет +3,3 ºС, самый холодный месяц зимы — январь, среднесуточная температура −11,9 ºС, самый тёплый летний месяц — июль, среднесуточная температура 18,6 ºС. Устойчивый снежный покров устанавливается с середины ноября. Продолжительность периода со снежным покровом составляет 150—160 дней, средняя высота снежного покрова 40 см.
Большая часть района относится к Балахнинской низине.
По территории района протекают три крупные реки. По юго-западной границе района течёт река Клязьма, ширина поймы составляет 3—5 км. Река Теза (левый приток Клязьмы), протекает в западной части района. Долина реки хорошо развита, ширина около 2 км, у устья до 5 км. В Южском районе на Тезе сооружены три шлюза. Третья по величине река — Лух, протекает в восточной части района, имеет извилистое русло с большим количеством рукавов. Главная река района — Клязьма.
В районе 88 озёр. Наряду с пойменными, остаточно-ледниковыми, есть озёра карстового (провального) происхождения, есть созданные человеком. Пятнадцать озёр объявлены памятниками природы. Святое озеро (посёлок Мугреевский), самое крупное в районе и второе по величине в Ивановской области. Оно раскинулось на площади 220 га, глубина 4,6 м, остаточно-ледникового происхождения. Святым оно было названо из-за необычайной прозрачности и чистоты воды. Святое признано самым чистым озером в области. На берегу озера расположен Святоозерский монастырь. Второе по величине озеро Богоявленское (Ламенское, Ламское). Его площадь 119 га. В отличие от Святого озера, Богоявленское озеро — карстового происхождения, глубина до 7 м. Глубина Западного озера, что недалеко от посёлка Моста, достигает 27 м. Западное — самое доступное место отдыха горожан и жителей посёлка Моста. Озеро Сорокино остаточно-пойменное, площадь 43,3 га, длина 3,8 км, ширина 150 м, глубина 3—4 м, есть ямы до 12 м. Озеро Сорокино является частью Клязьминского боброво-выхухолевого заказника. Окружают озеро высокоствольные дубы.
Совет Европы признал особо ценными пять природных объектов на территории Южского района — озёра Богоявленское, Святое, Западное, Клязьминский заказник и «Белая гора» на Клязьме в районе деревни Глушицы.
Помимо волков, лосей, кабанов, лис, зайцев, ондатр в районе водятся выдра, норка, куница, бобр, енот, барсук, глухарь, куропатка, серый журавль. В водоёмах можно встретить щуку, окуня, карпа, карася, плотву, леща, стерлядь, судака, сома, налима, голавля, сазана, чебака, краснопёрку, линя, язя, жереха.
Обнаружено шесть видов насекомых, занесённых в Красную книгу СССР.
Преобладают сосновые леса, по понижениям часто осиново-берёзовое мелколесье и заросли ивы, ольхи. Довольно часто встречается можжевельник.
В районе более 800 видов дикорастущих, заносных и культивируемых растений, из них 600 используются в научной и народной медицине.
В изобилии произрастают черника, земляника, малина, в Святом озере обнаружен новый для Ивановской области вид флоры — княженика.

## История
Время возникновения Южи точно не установлено, однако в исторических документах село Южа упоминается с 1623 года, хотя поселение на этом месте, вероятно, существовало и ранее. Первыми князьями, владевшими этими землями, были Стародубские. В XIII веке великий князь Ярослав Всеволодович передал Стародубское княжество своему брату Ивану Всеволодовичу, ставшему родоначальником Стародубских князей. В конце XVI века, после угасания рода князей Стригиных, владевших Южской вотчиной, она перешла к суздальскому помещику Фоме Толмачеву. В 1623 году за его сыном Федором в селе Южа числилось пять дворов, включая деревянную церковь и двор помещика.
В 1775 году в Южскую вотчину входили село Южа и деревни Омелово, Нефедово, Тарантаево, Реброво, Костяево, Соино, Русино. В 1795 году в Юже была построена каменная Смоленская церковь, сохранившаяся до наших дней.
В 1981 году ивановской археологической экспедицией около второго по величине озера в районе — Богоявленского (иначе Ламенского) — была открыта мезолитическая стоянка. Исследования показали, что люди жили на берегу озера 8800 лет назад и, скорее всего, это было сезонное поселение охотников. В начале первого столетия нашей эры здесь проживали финно-угорские племена, которые оставили в память о себе название здешних мест — «Южа» (Юзга), что означает «болото, топкое место».
На территории нынешнего Южского района в конце XVI века Дмитрий Пожарский получил в наследство село Мугреевское, являвшееся некогда вотчиной князей Стародубских. Именно в Мугреевскую вотчину, где князь Пожарский залечивал свои раны, прибыло из Нижнего Новгорода посольство, просившее князя возглавить поход народного ополчения на Москву; здесь формировалась в 1612 году дружина Козьмы Минина и Пожарского, освободившая Москву от польских завоевателей.
В 1721 году на берегу Тезы в Хотимле была построена деревянная вальцовая мельница, прославившаяся помолом лучших сортов муки. На помол съезжались крестьяне со всей округи, а также из-под Шуи, Коврова, Вязников. В наши времена обмелевшая Теза представляет собой реку-музей старинных деревянных сооружений. Построенные в 1834—1837 годах деревянные шлюзы и плотины являются уникальной действующей шлюзовой системой.
Важным для истории и последующего развития района явилось строительство в Юже купцом И. Протасьевым крупной бумагопрядильной фабрики, купленной в 1865 году А. Балиным. В конце 1850-х годов помещик Протасьев построил близ Южи бумагопрядильную фабрику на 16 тысяч веретен, которая начала работу в 1860 году. В 1865 году из-за проблем с поставками хлопка Протасьев продал фабрику Асигкриту Яковлевичу Балину. Балин закупил качественный хлопок, и 1 октября 1865 года фабрика возобновила работу. В 1868 году была построена ткацкая фабрика, сгоревшая в 1879 году, но восстановленная уже в следующем году. В 1885 году А. Я. Балин учредил «Товарищество мануфактуры Асигкрита Яковлевича Балина» с капиталом в 3 миллиона рублей, чтобы выделить Южскую фабрику и вовлечь сыновей в управление. К началу XX века фабрика стала градообразующим предприятием, на котором в 1910 году работала треть населения Южи.
Товарищество Балина активно развивало социальную сферу для рабочих. Строилось жильё различных типов: каменные казармы, дома с отдельными квартирами, рабочая слободка. Для семейных рабочих строили деревянные восьмиквартирные дома, а для работниц-девиц — женскую артель. Для рабочих были доступны бесплатные баня и прачечная. Также были построены каменная больница, санаторий, родильный приют и богадельня. В 1907 году при казармах были открыты ясли. В 1880 году открылось фабричное училище, преобразованное позже в двухклассное. В 1910 году, к 25-летию Товарищества Балина, был построен Народный дом.
В 1922 году Южа была преобразована из села в посёлок городского типа, а в 1925 году получила статус города.
В 10 км от Южи располагается село Холуй. Село Холуй, расположенное в 10 км от Южи на берегу реки Тезы, известно с XIII века. С XVII века Холуй стал одним из крупнейших центров иконописания, и холуйские иконы распространялись по всей Руси и за её пределами. Помимо иконописи, Холуй также известен своими традициями строчевой вышивки. Начиная с XVII века Холуй является одним из крупнейших центров иконописи, а ныне это центр лаковой миниатюры мирового значения, где возрождается искусство иконописи и хранятся и передаются молодёжи традиции миниатюрной живописи.
Старинное село Хотимль было основано в 1560 году беглыми холопами и монахами на месте древнего городища на берегу Тезы. Хотимль быстро развивался как торговое село благодаря реке Тезе. В начале XVIII века местные купцы начали строительство каменной Никольской церкви с шатровой колокольней, фрески которой, частично сохранившиеся, считаются уникальными. В 1805 году в Хотимле был построен каменный Успенский храм, вмещавший более 500 верующих, высота крестов которого достигала 48 метров. Поистине уникально старинное село Хотимль, основанное в 1560 году взбунтовавшимися холопами суздальских бояр и беглыми монахами на берегу Тезы, на месте древнего городища. В нём сосредоточены свыше полутора десятков примечательных исторических объектов. Своему быстрому становлению, как торговому селу, Хотимль обязан «рабочей» реке Тезе. Богатые хотимльские купцы в начале XVIII века начали сооружение каменной Никольской церкви с шатровой колокольней. Фрески безымянных художников, частично сохранившиеся до наших дней, не имеют себе равных. В 1805 году в Хотимле завершилось строительство нового, роскошного по тем меркам, храма — каменной Успенской церкви. Кресты пяти куполов достигали 480-метровой высоты. Храм одновременно мог вместить в себя более пятисот верующих. В недавние времена обмелевшая Теза представляла собой реку-музей старинных деревянных сооружений. Построенные в 1834—1837 годах без единого гвоздя, без цемента и бетона, деревянные шлюзы и плотины являлись уникальнейшей действующей шлюзовой системой.
Южский район был образован 10 июня 1929 года в составе Шуйского округа Ивановской Промышленной области из Южской и части селений Палехской, Сакулинской, Хотимльской, Алексинской волостей. В район вошли сельсоветы: Вареевский, Глушицкий, Изотинский, Кисляковский, Куракинский, Лукинский, Лучкинский, Мостовский, Мугреево-Никольский, Остаповский, Палехский, Пановский, Пестовский, Помогаловский, Преображенский, Ряполовский, Редькинский, Сакулинский, Сойновский, Холуйский, Хотимльский, Хрулевский, Федурихинский, Южский. В июле 1929 года ликвидированы Редькинский, Лучкинский и Кисляковский сельсоветы. 17 мая 1933 года Палехский сельсовет перечислен в Шуйский район. В феврале 1934 года образован Талицкий сельсовет. В 1935 году ко вновь образованному Палехскому району отошли сельсоветы: Вереевский, Куракинский, Палехский, Пановский, Пестовский, Помогаловский, Сакулинский, Федурихинский, Хрулевский. Из Вязниковского района в район вошли Рыловский и Сельцовский сельсоветы, из Ковровского района — Юдихский сельсовет. 2 октября 1942 года ликвидирован Талицкий сельсовет. 25 апреля 1946 года ликвидирован Мостовский сельсовет. 18 июня 1954 года в результате укрупнения ликвидированы сельсоветы Глушицкий, Юдихский, Сойновский, Ряполовский, Лучинский, Остаповский; объединены Изотинский и Холуйский сельсоветы в Снегиревский.
В советское время развитие Южского района было ориентировано на использование местных природных ресурсов, в частности, лесов и торфа, для энергетической базы области. В 1930 году началось строительство мощной электростанции в 18 км от Южи, связанное с планом ГОЭЛРО и использованием торфяных массивов Мугреевской группы, однако проект ЮЖГРЭС не был реализован. В 1930-е годы район отличался высокой лесистостью (около 70 % территории) и низкой плотностью населения. Леса и торф служили топливной базой для местной промышленности. В районе сохранялись кустарные промыслы, особенно деревообработка и лозоплетение.
В годы Великой Отечественной войны более 12 тысяч жителей Южи и района участвовали в боевых действиях, и свыше 4 тысячи погибли. Жители района активно участвовали в сборе средств в оборонные фонды. Учащиеся Южской школы № 3 и Хотимльской школы были удостоены правительственной благодарности за сбор металлолома, средств от которого хватило на постройку двух самолётов.
В послевоенные годы Южа росла, развивалась многоэтажная застройка. В 1974 году была построена асфальтированная дорога, связавшая Южу с Иваново. В доперестроечный период народное хозяйство района успешно развивалось, выполнялись планы по промышленному производству, уделялось внимание социальной сфере и бытовым услугам. Велось капитальное строительство школ, больниц и жилья. В 1980-е годы ежегодный ввод жилья составлял несколько тысяч квадратных метров. В 1990-е годы на Южской фабрике работало около 7 тысяч человек.
1 февраля 1963 года район был ликвидирован, его территория вошла в Палехский сельский район, за исключением города Южи, отнесённого к категории городов областного подчинения, и посёлков городского типа Мугреевский и Холуй, переданных в подчинение Южскому горсовету. 13 января 1965 года район вновь образован в составе: города Южа, рабочих посёлков Моста, Мугреевский, Холуй и сельсоветов: Груздевского, Мугреевского, Преображенского, Рыльского, Снегиревского, Хотимльского и Южского. 9 апреля 1974 года переименованы сельсоветы Южский — в Нефёдовский, Снегиревский — в Изотинский. 30 марта 1981 года село Рыло переименовано в Новоклязьминское. 10 сентября 1990 года образован Талицкий поселковый совет, а 17 мая 1991 года посёлок Талицы преобразован в рабочий посёлок. 30 сентября 1993 года посёлки Демидово и Дубовичье переданы Пестяковскому району.
На 1 января 2001 года в состав района входили четыре посёлка городского типа (Моста, Мугреевский, Талицы, Холуй) и семь сельсоветов: Груздевский, Изотинский, Мугреевский, Нефёдовский, Новоклязьминский, Преображенский, Хотимльский.
В 2005 году в рамках организации местного самоуправления был образован муниципальный район.

## Население
По данным на 1 января 2014 года численность населения Южского муниципального района составляла 24,4 тысячи человек, из них 13,3 тысячи — городское население. Плотность населения района на тот момент составляла 18,2 человека на 1 км². Демографическая ситуация характеризовалась естественной убылью населения, однако в 2013 году наблюдалось снижение коэффициента смертности.
| 1939    | 1959    | 1970    | 1979    | 1989    | 2002    | 2009    | 2010    | 2011    |
| ------- | ------- | ------- | ------- | ------- | ------- | ------- | ------- | ------- |
| 45 593  | ↗46 636 | ↘40 984 | ↘36 703 | ↘33 800 | ↘28 793 | ↘26 712 | ↘25 728 | ↘25 624 |
| 2012    | 2013    | 2014    | 2015    | 2016    | 2017    | 2018    | 2019    | 2020    |
| ↘25 113 | ↘24 695 | ↘24 404 | ↘24 088 | ↘23 713 | ↘23 347 | ↘22 922 | ↘22 546 | ↘22 251 |
| 2021    |         |         |         |         |         |         |         |         |
| ↘19 796 |         |         |         |         |         |         |         |         |

### Урбанизация
Городское население (город Южа) составляет 65.45 % населения района.

### Национальный состав
По итогам переписи населения 2020 года проживали следующие национальности (национальности менее 0,1 % и другое, см. в сноске к строке «Другие»):
| Национальность | Численность, чел. | Доля     |
| -------------- | ----------------- | -------- |
| Русские        | 18 618            | 94,05 %  |
| Кумыки         | 103               | 0,52 %   |
| Азербайджанцы  | 57                | 0,29 %   |
| Татары         | 56                | 0,28 %   |
| Марийцы        | 55                | 0,28 %   |
| Украинцы       | 48                | 0,24 %   |
| Армяне         | 30                | 0,15 %   |
| Цыгане         | 29                | 0,15 %   |
| Узбеки         | 28                | 0,14 %   |
| Чеченцы        | 27                | 0,14 %   |
| Башкиры        | 22                | 0,11 %   |
| Белорусы       | 20                | 0,10 %   |
| Другие         | 703               | 3,55 %   |
| Итого          | 19 796            | 100,00 % |

## Муниципально-территориальное устройство
В муниципальный район входят 6 муниципальных образований, в том числе 1 городское и 5 сельских поселений.
| № | Муниципальное образование              | Административный центр   | Количество населённых пунктов | Население (чел.) | Площадь (км²) |
| - | -------------------------------------- | ------------------------ | ----------------------------- | ---------------- | ------------- |
| 1 | Южское городское поселение             | город Южа                | 6                             | ↗13 409          | 103,97        |
| 2 | Мугреево-Никольское сельское поселение | село Мугреево-Никольское | 23                            | ↘491             | 292,85        |
| 3 | Новоклязьминское сельское поселение    | село Новоклязьминское    | 12                            | ↘775             | 168,36        |
| 4 | Талицко-Мугреевское сельское поселение | село Талицы              | 5                             | 6130             | 236,86        |
| 5 | Холуйское сельское поселение           | село Холуй               | 17                            | ↘1134            | 197,70        |
| 6 | Хотимльское сельское поселение         | село Хотимль             | 19                            | ↘589             | 217,22        |

В 2005 году в рамках организации местного самоуправления в муниципальном районе были образованы 1 городское (Южское) и 8 сельских поселений.
Законом Ивановской области от 10 декабря 2009 года было упразднено Груздевское сельское поселение (включено в Мугреево-Никольское сельское поселение). В 2015 году упразднено Мостовское сельское поселение (включено в Новоклязьминское сельское поселение), а в 2017 году Талицкое и Мугреевское сельские поселения были объединены в Талицко-Мугреевское сельское поселение с административным центром в селе Талицы.

## Населённые пункты
В Южском районе 82 населённых пункта, в том числе 1 городской (город) и 81 сельский.
| №  | Населённый пункт      | Тип     | Население | Муниципальное образование              |
| -- | --------------------- | ------- | --------- | -------------------------------------- |
| 1  | Южа                   | город   | ↗12 957   | Южское городское поселение             |
| 2  | Большое               | деревня | 0         | Талицко-Мугреевское сельское поселение |
| 3  | Борок                 | село    | ↗49       | Холуйское сельское поселение           |
| 4  | Брюховая              | деревня | ↘3        | Новоклязьминское сельское поселение    |
| 5  | Быково                | деревня | ↘2        | Мугреево-Никольское сельское поселение |
| 6  | Взвоз                 | деревня | ↘36       | Талицко-Мугреевское сельское поселение |
| 7  | Волокобино            | село    | ↘14       | Хотимльское сельское поселение         |
| 8  | Гавришево             | деревня | ↘0        | Холуйское сельское поселение           |
| 9  | Глушицы               | деревня | ↘159      | Новоклязьминское сельское поселение    |
| 10 | Горки                 | деревня | ↘11       | Мугреево-Никольское сельское поселение |
| 11 | Гридино               | посёлок | ↗1        | Хотимльское сельское поселение         |
| 12 | Груздево              | село    | ↗147      | Мугреево-Никольское сельское поселение |
| 13 | Добрицы               | деревня | ↘2        | Новоклязьминское сельское поселение    |
| 14 | Домнино               | деревня | ↘71       | Хотимльское сельское поселение         |
| 15 | Емельяново            | деревня | ↘99       | Хотимльское сельское поселение         |
| 16 | Зеленино              | деревня | ↘0        | Мугреево-Никольское сельское поселение |
| 17 | Изотино               | село    | ↘171      | Холуйское сельское поселение           |
| 18 | Илейкино              | деревня | ↘0        | Хотимльское сельское поселение         |
| 19 | Ирыхово               | деревня | ↘25       | Холуйское сельское поселение           |
| 20 | Истоки                | посёлок | 16        | Мугреево-Никольское сельское поселение |
| 21 | Кашино                | деревня | ↘35       | Мугреево-Никольское сельское поселение |
| 22 | Китайново             | деревня | ↘8        | Мугреево-Никольское сельское поселение |
| 23 | Кишариха              | деревня | ↗20       | Хотимльское сельское поселение         |
| 24 | Клестово              | деревня | ↘4        | Мугреево-Никольское сельское поселение |
| 25 | Колягино              | деревня | ↘5        | Хотимльское сельское поселение         |
| 26 | Косики                | деревня | ↘5        | Новоклязьминское сельское поселение    |
| 27 | Косовка               | деревня | ↘14       | Холуйское сельское поселение           |
| 28 | Костяево              | деревня | ↘0        | Мугреево-Никольское сельское поселение |
| 29 | Костяево              | деревня | ↘31       | Южское городское поселение             |
| 30 | Кочергино             | деревня | ↘14       | Мугреево-Никольское сельское поселение |
| 31 | Круглово              | деревня | ↘17       | Хотимльское сельское поселение         |
| 32 | Ламна                 | деревня | 0         | Мугреево-Никольское сельское поселение |
| 33 | Ламна Большая         | село    | ↘6        | Мугреево-Никольское сельское поселение |
| 34 | Ламна Малая           | село    | ↘0        | Мугреево-Никольское сельское поселение |
| 35 | Легково               | деревня | ↘2        | Мугреево-Никольское сельское поселение |
| 36 | Лукино                | деревня | ↘38       | Мугреево-Никольское сельское поселение |
| 37 | Лучкино               | деревня | ↘18       | Холуйское сельское поселение           |
| 38 | Максимово             | деревня | ↘5        | Хотимльское сельское поселение         |
| 39 | Мальцево              | деревня | ↘20       | Новоклязьминское сельское поселение    |
| 40 | Маньшино              | деревня | ↘6        | Холуйское сельское поселение           |
| 41 | Мешаловка             | деревня | 0         | Хотимльское сельское поселение         |
| 42 | Михали                | деревня | ↘2        | Холуйское сельское поселение           |
| 43 | Михеево               | деревня | ↘5        | Холуйское сельское поселение           |
| 44 | Мордовское            | село    | ↘116      | Холуйское сельское поселение           |
| 45 | Моста                 | село    | ↘586      | Новоклязьминское сельское поселение    |
| 46 | Мугреево-Дмитриевское | село    | ↘38       | Мугреево-Никольское сельское поселение |
| 47 | Мугреево-Никольское   | село    | ↗329      | Мугреево-Никольское сельское поселение |
| 48 | Мугреевский           | село    | ↘743      | Талицко-Мугреевское сельское поселение |
| 49 | Нагорново             | деревня | ↘9        | Хотимльское сельское поселение         |
| 50 | Нефёдово              | деревня | ↗334      | Южское городское поселение             |
| 51 | Никулиха              | деревня | 7         | Новоклязьминское сельское поселение    |
| 52 | Новоклязьминское      | село    | ↘255      | Новоклязьминское сельское поселение    |
| 53 | Павлицы               | деревня | ↘7        | Новоклязьминское сельское поселение    |
| 54 | Пашки                 | деревня | ↘2        | Мугреево-Никольское сельское поселение |
| 55 | Петушки               | деревня | ↘24       | Мугреево-Никольское сельское поселение |
| 56 | Погорелка             | деревня | ↘21       | Хотимльское сельское поселение         |
| 57 | Подьелово             | деревня | ↘0        | Новоклязьминское сельское поселение    |
| 58 | Преображенское        | село    | ↗366      | Хотимльское сельское поселение         |
| 59 | Пустынь               | деревня | ↘59       | Новоклязьминское сельское поселение    |
| 60 | Растовицы             | деревня | ↘0        | Новоклязьминское сельское поселение    |
| 61 | Реброво               | деревня | ↘72       | Южское городское поселение             |
| 62 | Русино                | деревня | ↘53       | Холуйское сельское поселение           |
| 63 | Ряполово              | село    | ↘24       | Хотимльское сельское поселение         |
| 64 | Селищи                | деревня | ↘184      | Холуйское сельское поселение           |
| 65 | Сергеево              | деревня | ↘3        | Холуйское сельское поселение           |
| 66 | Снегирево             | деревня | ↘59       | Холуйское сельское поселение           |
| 67 | Соино                 | деревня | ↘28       | Холуйское сельское поселение           |
| 68 | Спасское              | деревня | ↘6        | Холуйское сельское поселение           |
| 69 | Суземье               | деревня | →12       | Хотимльское сельское поселение         |
| 70 | Талицы                | село    | ↘5677     | Талицко-Мугреевское сельское поселение |
| 71 | Тараканово            | деревня | ↗10       | Хотимльское сельское поселение         |
| 72 | Тарантаево            | деревня | ↘48       | Южское городское поселение             |
| 73 | Тарасиха              | деревня | ↘21       | Мугреево-Никольское сельское поселение |
| 74 | Травино               | деревня | ↘38       | Хотимльское сельское поселение         |
| 75 | Федьково              | деревня | ↘1        | Хотимльское сельское поселение         |
| 76 | Холуй                 | село    | ↘855      | Холуйское сельское поселение           |
| 77 | Хотимль               | село    | ↗247      | Хотимльское сельское поселение         |
| 78 | Черемисино            | деревня | ↘2        | Мугреево-Никольское сельское поселение |
| 79 | Чеусово               | деревня | ↘1        | Мугреево-Никольское сельское поселение |
| 80 | Шеверниха             | деревня | ↘1        | Мугреево-Никольское сельское поселение |
| 81 | Южа                   | село    | ↘116      | Южское городское поселение             |
| 82 | 56 Пикет              | деревня | 0         | Талицко-Мугреевское сельское поселение |

В 2004 году посёлки городского типа (рабочие посёлки) Моста, Мугреевский, Талицы, Холуй были переведены в категорию сельских населённых пунктов.
Упразднённые населённые пункты:
- 1997 год — деревни Чураково, Жуковка и Фофаново; посёлки Дружба и Пристани 8 февраля[30].
- 2004 год — деревни Марьинка и Таковец[31].

## Экономика
Экономика Южского района в 2014 году характеризовалась разнообразной структурой с развитой промышленностью, народными промыслами, сельским хозяйством и торговлей. В районе было зарегистрировано 257 юридических лиц различных форм собственности, из которых 51,4 % составляли малые предприятия. В структуре промышленного производства основную долю занимали обрабатывающие производства (67,7 %), в том числе пищевые продукты (58,1 %), а также производство и распределение электроэнергии, газа и воды (29,9 %). В сфере малого предпринимательства было занято 1,6 тысячи человек. Уровень регистрируемой безработицы составлял 1,9 % (в Юже — 1,5 %). Средняя заработная плата в крупных и средних организациях за 2013 год составляла 21,0 тысячи рублей.
Основными предприятиями Южского района в советское время являлись прядильно-ткацкая фабрика, швейная фабрика, Мостовский леспромхоз, Мугреевское торфопредприятие, хлебокомбинат, птицефабрика, совхозы «Луговое» и «Мугреевский».
Экономика Южского района характеризуется достаточно разнообразной структурой и традиционными предпосылками развития определённых отраслей: промышленности, народных промыслов, сельского хозяйства, торговли. Ведущую роль в промышленности района играют четыре отрасли: лёгкая, лесоперерабатывающая, пищевая промышленность, а также народные промыслы. Крупные предприятия района:
- ООО «Южская прядильно-ткацкая фабрика»
- ЗАО «Южа-Торф»
- ОАО «Мугреевское торфопредприятие»
- ОАО «Южский хлебокомбинат»
- ЗАО «Молочный завод».

В сельском хозяйстве Южского района сохраняются сложные условия производства, связанные с устаревшей материально-технической базой производства, нехваткой квалифицированных кадров, неэффективной структурой управления. Всего в экономике района действует 32 хозяйства, в том числе 20 крестьянских хозяйств, 9 СХПК, совхоз, АО «Мугреевский».
Сельскохозяйственные предприятия района выращивают зерно, картофель, производят мясо, молоко. Из-за низкой рентабельности прекращено выращивание овощей. Значительно сократилось поголовье скота и соответственно реализация мяса.
В 2007 году отгружено товаров собственного производства, выполнено работ и услуг собственными силами по обрабатывающим видам деятельности по крупным и средним предприятиям — 0,41 млрд руб.

## Транспорт
В 1974 году была построена асфальтированная дорога, связавшая Южу с Иваново. В доперестроечный период народное хозяйство района успешно развивалось, выполнялись планы по промышленному производству, уделялось внимание социальной сфере и бытовым услугам. Велось капитальное строительство школ, больниц и жилья. В 1980-е годы ежегодный ввод жилья составлял несколько тысяч квадратных метров. В 1990-е годы на Южской фабрике работало около 7 тысяч человек.
Расстояние от Южи до областного центра — г. Иваново — составляет 95 км, ближайшие железнодорожные станции находятся в радиусе 50—90 км, авиационное сообщение возможно только через аэропорты Москвы, расстояние до которой составляет около 300 км. С 2010 года есть регулярные авиарейсы от Москвы до Иваново с прибытием в аэропорт Южный. В настоящее время районный центр имеет транспортное сообщение с областным центром г. Иваново по маршруту Иваново — Шуя — Палех — Южа, расстояние до которого 95 км, а также транспортное сообщение с г. Москва по маршруту Южа — Москва, а до ближайшей железнодорожной станции г. Шуи Северной железной дороги — 63 км.

## Культура
В городе Южа и Южском районе работает разветвлённая система общеобразовательных школ, детских дошкольных учреждений и средних специальных заведений.
Потребности в детских учреждениях и ученических местах полностью удовлетворяются, растут основные количественные показатели деятельности сферы воспитания и образования, 14—15 % выпускников школ района поступает в вузы.
В сфере культуры района работает широкая сеть из 34 учреждений культуры, созданы две централизованных системы — клубная (19 учреждений) и библиотечная (14 учреждений). Наиболее значимы Дом культуры, Детская школа искусств, Центральная библиотека с филиалами, Холуйский музей лаковой миниатюры. В районе работает народный театр, коллектив народного танца «Сударушка», народный хор, коллектив бального танца «Вазаль».
С 1993 года в Юже работает Дом ремёсел, где проходят занятия в 14 студиях. Работы мастеров Дома ремёсел представлены на российских, межрегиональных, областных, районных выставках, в 2001 году — на выставке «Сокровища малых городов России» в Москве.
Южский район богат историческими и культурными памятниками, народными промыслами. Богат район историческими и культурными памятниками, народными промыслами.
Южский район богат природными, историческими и культурными памятниками и традициями, народными промыслами; здесь находится 36 природных и 22 культурно-исторических памятника, например, «Народный Дом», построенный по проекту архитектора Герлиха[уточнить].
На территории района построено много храмов. Некоторые из них являются уникальными. Например, каменный храм Успенской церкви в с. Хотимль (1805 года), который одновременно мог вместить до 500 верующих. В селе Мугреевский действует женский монастырь.

## Достопримечательности
В районе 13 храмов и семь храмовых комплексов и ансамблей, среди них два монастырских. Храмы относятся к концу XVII—XIX веков и построены в традициях барокко, классицизма, эклектики, неорусского и русско-византийского стилей. Ныне в районе 11 приходов. Ведутся активные работы по восстановлению частично утраченных храмов.

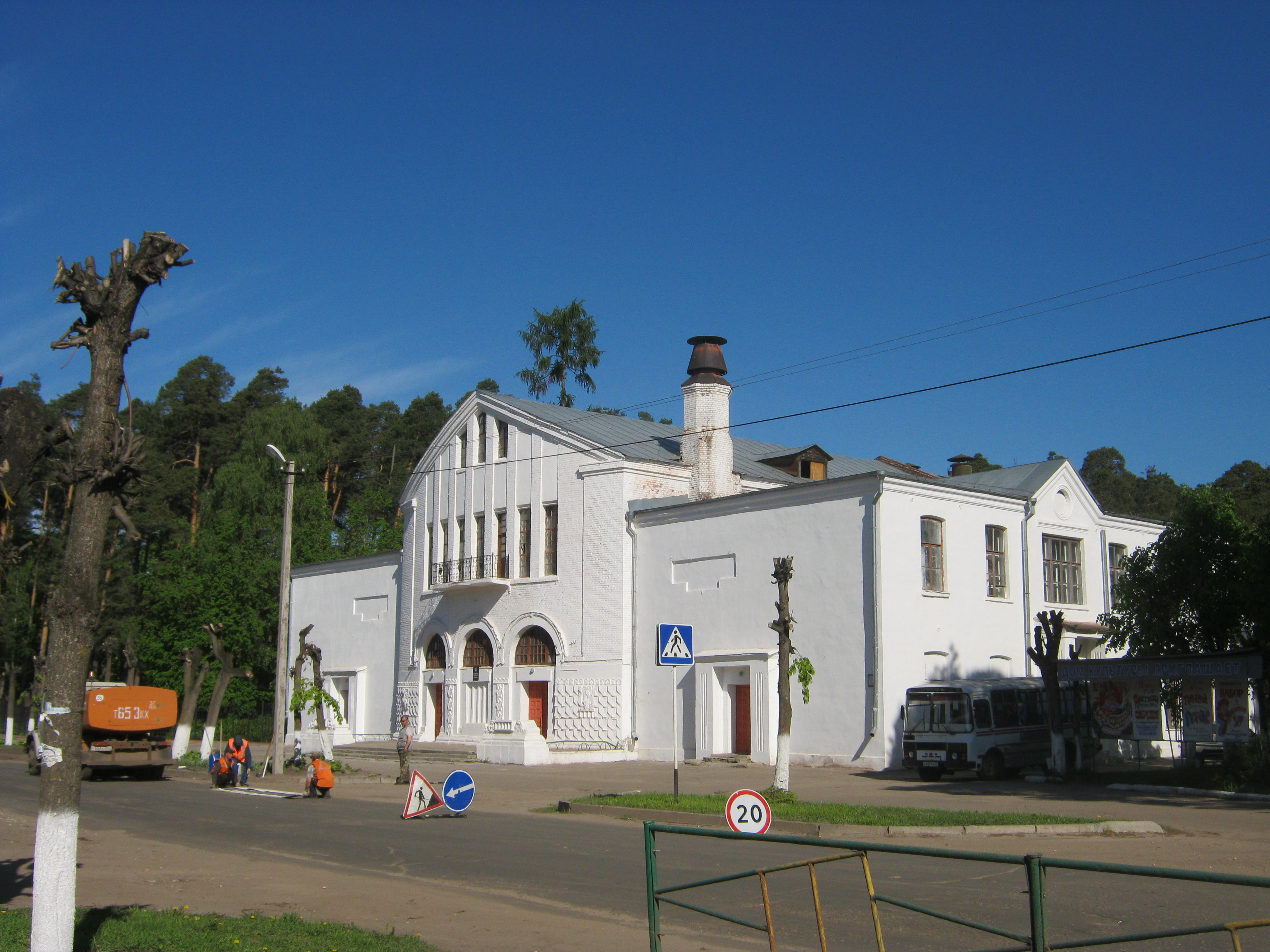
Народный дом в Юже

В Юже сохранились исторические постройки конца XIX — начала XX столетия. Богадельня (1894, ныне Детская школа искусств), здание бывшей гимназии (1912, ныне школа № 3), дача А. Я. Балина (ныне детский сад), а также Народный дом (ныне Дом культуры), построенный в 1910 году, в ознаменование 25-летнего юбилея Товарищества Балина, в котором были сосредоточены основные «полезные и разумные учреждения, дающие возможность служащим и фабричным рабочим своё свободное от работы время и свой досуг провести весело и полезно». Построенный по проекту архитектора Густава Гельриха, Народный дом стал украшением города. Как отмечали современники, такому Народному дому мог бы позавидовать и губернский город. Зрительный зал с балконами мог вместить до 1000 человек. Сцена была оборудована по последнему для того времени слову техники.

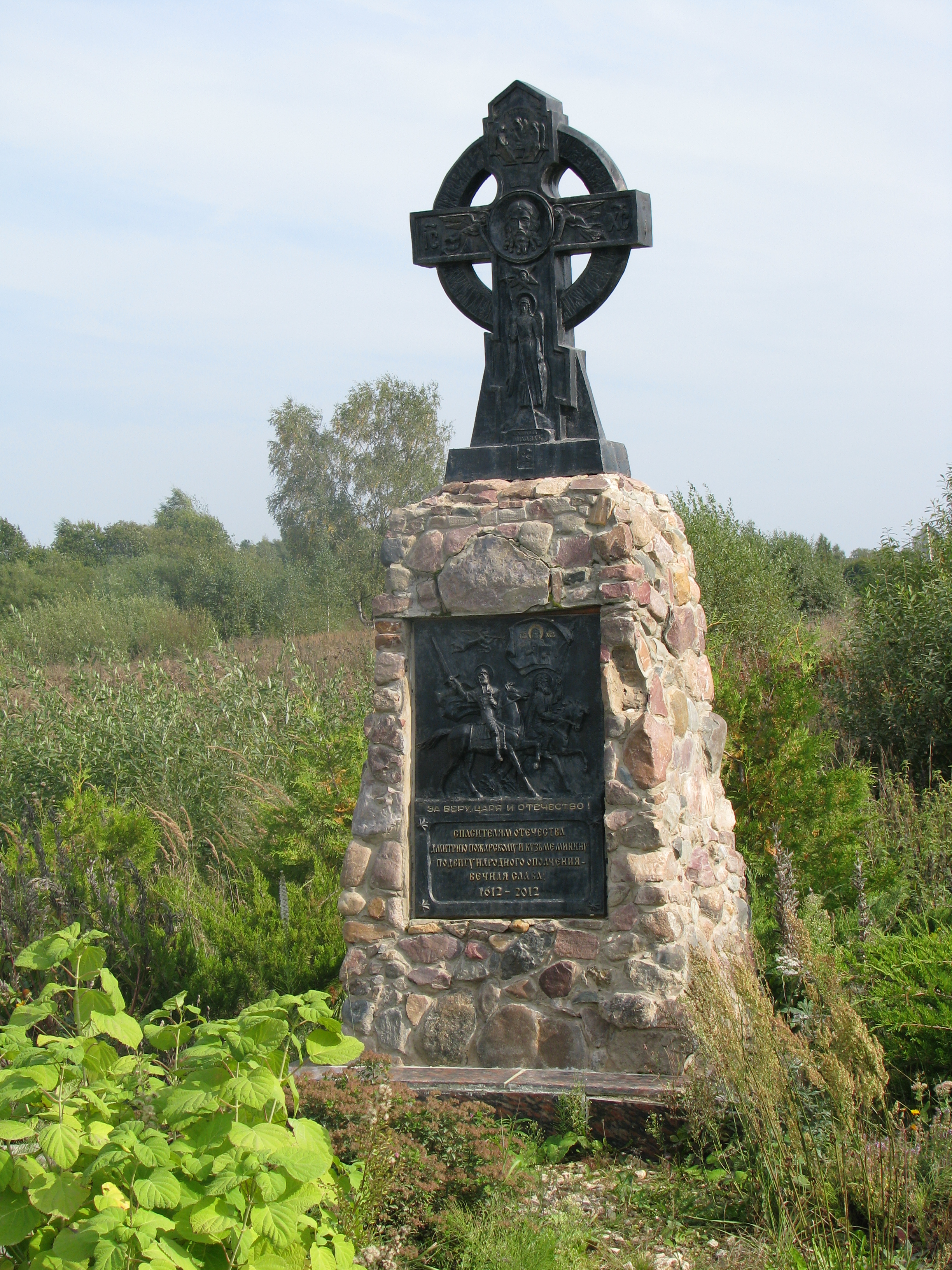
Поклонный крест в Мугрееве-Никольском

В районе установлены два памятных знака Дмитрию Пожарскому: в местечке Борок близ Холуя, в честь 420-летия со дня рождения князя, в селе Мугреево-Никольское памятный знак в виде природного камня с надписью: «Мугреевская вотчина князя Дмитрия Михайловича Пожарского — спасителя Москвы и всей России от польских захватчиков в 1612 году», а 1 ноября 2012 года состоялось торжественное открытие Поклонного креста в память подвига героям — освободителям Москвы от польских захватчиков в 1612 году.
На территории района имеется 18 археологических памятников, подтверждающих существование здесь древних людей, в том числе у села Волокобино, села Мордовского, посёлка Холуй и других населённых пунктов. К верхнему палеолиту (13 тысяч л. н.) и раннему мезолиту (9 тысяч л. н.) относятся слои стоянки Долгое-11, расположенной в Южском районе на территории Клязьминского заказника близ озера Долгого.

## Знаменитые уроженцы
- Воробьёв, Александр Ильич (1905—1980) — полный кавалер ордена Славы, родился в д. Чеусово[33].
- Грызалов, Виктор Андреевич (1925—2002) — полный кавалер ордена Славы, родился в д. Глушицы[34].
- Яхнов Геннадий Михайлович — Герой Советского Союза.